# Har Adar

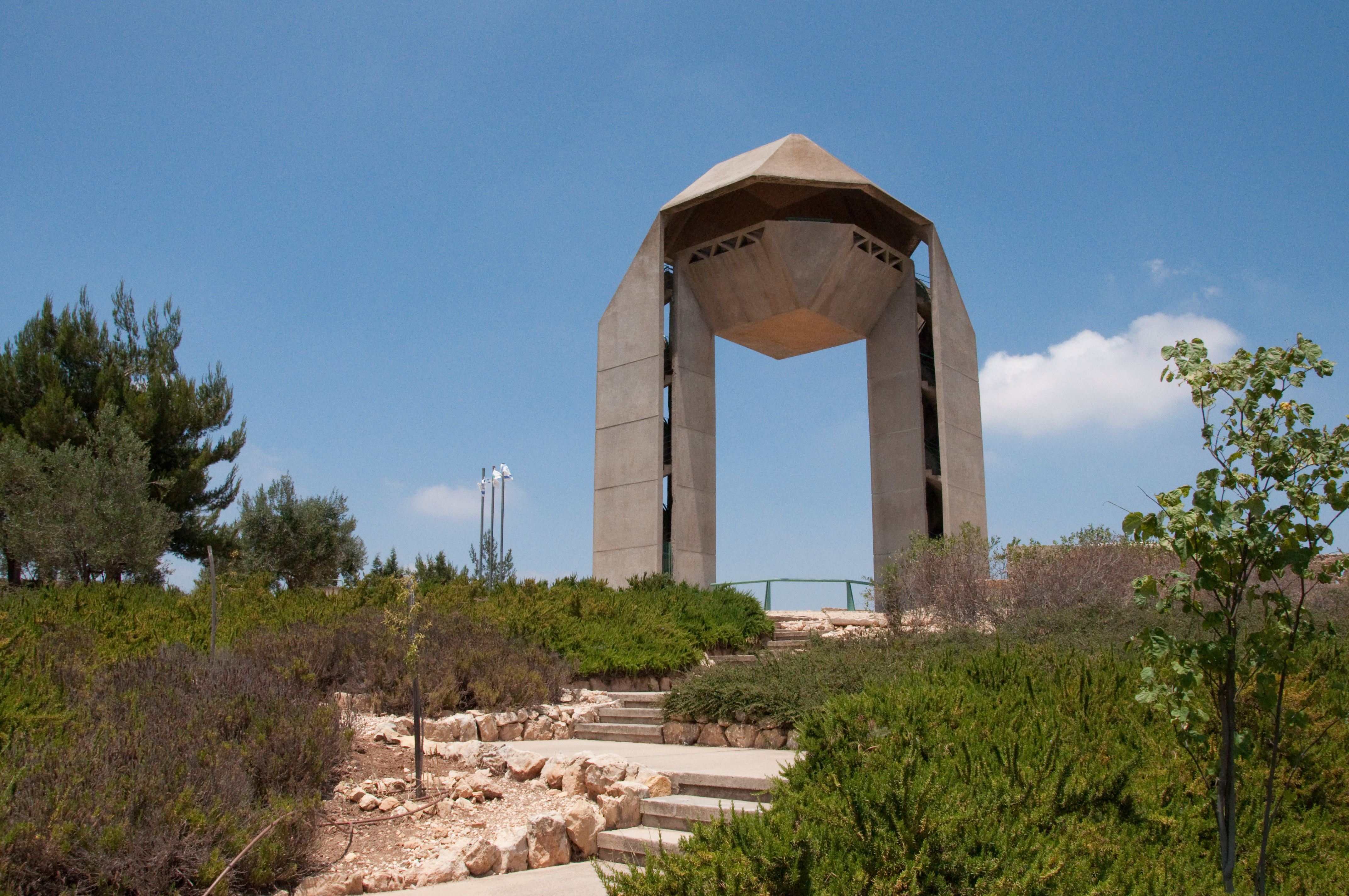
Gedenkstätte der Har'el-Brigade

Har Adar ist eine israelische Siedlung im Westjordanland, die 1986 gegründet wurde. Seit 1995 ist der Ort auch Verwaltungssitz der gleichnamigen Gemeindeverwaltung (מועצה מקומית הר אדר). Die Einwohnerzahl beträgt 4.117 (Stand: Januar 2022). 2016 wohnten dort 3980 Siedler. Ursprünglich hieß der Ort Giv'at HaRadar (Radarhügel), wegen der im Zweiten Weltkrieg dort befindlichen militärischen Radarstation zur Flugüberwachung. An dieser höchsten Stelle des Ortes steht heute die Gedenkstätte für die Gefallenen der Har'el-Brigade, die mit einer Bibelstelle beschriftet ist. Der aktuelle Name stammt vom Ort Adar an der biblischen Grenze des Stammes Benjamin (Josua 18,13), die in dieser Gegend verlief.
Am 26. September 2017 wurden bei einem Anschlag drei israelische Sicherheitsbeamte, Solomon Gavriyah (20) aus Beer Jaʿakov, Or Arish (25) aus Har Adar und der Araber Youssef Ottman aus Abu Gosch erschossen. Der Angreifer eröffnete in den Morgenstunden an einem Eingang der Siedlung das Feuer auf eine Gruppe von Sicherheitspersonal, als diese den Eingang für palästinensische Arbeiter öffneten. Die Hamas begrüßte die Tat.